# Takatsukasa Fusako
Takatsukasa Fusako (鷹司房子 (Ưng Tư Phòng tử) 12 tháng 10 năm 1653 – 19 tháng 5 năm 1712), thông gọi Tân Thượng Tây Môn viện (新上西門院 Shinjōsaimon-in), là một vị Hoàng hậu của Nhật Bản, chính cung của Thiên hoàng Reigen.

## Cuộc đời
Cha bà là Takatsukasa Norihira, người nắm giữ tước vị Tả Đại thần kiêm Tòng nhất vị quan (従一位). Anh chị em cùng cha khác mẹ của bà có quan nhiếp chính Takatsukasa Fusasuke, Tả Đại thần Kujō Kaneharu và Takatsukasa Nobuko, vợ của Tokugawa Tsunayoshi. Một giả thuyết khác cho rằng Fusako thực ra là em gái của Norihira, người mà ông đã nhận làm con gái của mình.

### Hôn nhân và biến cố
Vào ngày 1 tháng 12 năm 1670,  Fusako tiến cung cho Thiên hoàng Reigen và được phong làm Nữ quan. Vào ngày 23 tháng 6 năm 1673,  cung điện xảy ra hỏa hoạn, và điền trang của Hữu Đại thần Konoe Motohiro được sử dụng làm nơi ở tạm thời cho Thiên hoàng. Trước đó, vào năm 1661,  dưới thời trị vì của Thiên hoàng Go-Sai, một cuộc xung đột khác đã xảy ra trong Hoàng cung dẫn đến việc Thiên hoàng phải sử dụng tài sản cá nhân của Motohiro. Vào ngày 3 tháng 10 năm 1673,  Fusako hạ sinh con gái là Nội Thân vương Masako (栄子内親王). Nhân sự kiện Hoàng cung Kyoto bị hỏa hoạn,Thiên hoàng hạ chỉ đổi niên hiệu thành Enpō. Nhưng vào ngày 10 tháng 1 năm 1676,  ngay sau khi cung điện mới được xây dựng, tòa tháp tạm thời tại dinh thự của Motohiro lần lượt bốc cháy. Fusako và Thiên hoàng đành phải ẩn náu tại nhà của Yoshida Kaneyuki (吉田兼敬) trước khi di giá đến cung điện mới hai ngày sau đó.

### Hoàng hậu
Vào ngày 1 tháng 1 năm 1683,  Fusako được sắc phong làm Chuẩn Tam hậu (准三后 jusangō), và vào ngày 3 tháng 12 , bà được phong làm Trung cung (chūgū). Do đó, bà trở thành chính cung của Thiên hoàng. Trong suốt thời kỳ Edo, điều này chỉ xảy ra bốn lần. Sau khi Thiên hoàng Reigen thoái vị vào ngày 2 tháng 5 năm 1687,  nhường ngôi cho Thái tử Asahito (sau này là Thiên hoàng Higashiyama, Fusako được ban pháp danh là Tân Thượng Tây Môn viện. Đầu năm 1695,  Mạc phủ đã tặng cho bà 1.000 dặm đất đai làm bổng lộc.
Takatsukasa Fusako qua đời vào ngày 19 tháng 5 năm 1712.  Ngôi mộ của bà nằm ở Tsuki no wa no misasagi ở Higashiyama-ku, Kyoto.